# IHL 1960/61
Die Saison 1960/61 war die 16. reguläre Saison der International Hockey League. Während der regulären Saison sollte die acht Teams jeweils 70 Spiele bestreiten, aufgrund des vorzeitigen finanziell bedingten Ausscheidens der Milwaukee Falcons musste der Spielplan jedoch grundlegend überarbeitet werden. In den Play-offs setzte sich der Vorjahressieger St. Paul Saints erneut durch und gewannen den zweiten Turner Cup in ihrer Vereinsgeschichte.

## Teamänderungen
Folgende Änderungen wurden vor Beginn der Saison vorgenommen:
- Die Louisville Rebels stellten den Spielbetrieb ein.
- Die Milwaukee Falcons stellten im Laufe der Spielzeit den Spielbetrieb ein.
- Die Muskegon Zephyrs wurden als Expansionsteam in die Liga aufgenommen.
- Die Toledo-St. Louis Mercurys kehrten wieder zu ihrem ursprünglichen Namen Toledo Mercurys zurück.

## Reguläre Saison

### Abschlusstabelle
Abkürzungen: GP = Spiele, W = Siege, L = Niederlagen, T = Unentschieden, OTL = Niederlage nach Overtime, GF = Erzielte Tore, GA = Gegentore, Pts = Punkte
| Eastern Division    | GP | W  | L  | T | GF  | GA  | Pts |
| ------------------- | -- | -- | -- | - | --- | --- | --- |
| Toledo Mercurys     | 70 | 36 | 33 | 1 | 274 | 260 | 71  |
| Fort Wayne Komets   | 69 | 31 | 35 | 3 | 304 | 265 | 65  |
| Muskegon Zephyrs    | 70 | 25 | 41 | 4 | 243 | 319 | 54  |
| Indianapolis Chiefs | 70 | 20 | 46 | 4 | 217 | 313 | 44  |

| Western Division    | GP | W  | L  | T | GF  | GA  | Pts |
| ------------------- | -- | -- | -- | - | --- | --- | --- |
| Minneapolis Millers | 72 | 50 | 20 | 2 | 323 | 229 | 102 |
| St. Paul Saints     | 72 | 46 | 22 | 4 | 309 | 233 | 96  |
| Omaha Knights       | 70 | 35 | 32 | 3 | 254 | 235 | 73  |
| Milwaukee Falcons   | 17 | 1  | 15 | 1 | 45  | 115 | 3   |

## Turner-Cup-Playoffs
Abkürzungen: GP = Spiele, W = Siege, L = Niederlagen, GF = Erzielte Tore, GA = Gegentore, Pts = Punkte
| Eastern Division  | GP | W | L | GF | GA | Pts |
| ----------------- | -- | - | - | -- | -- | --- |
| Muskegon Zephyrs  | 6  | 4 | 2 | 30 | 29 | 8   |
| Toledo Mercurys   | 8  | 3 | 5 | 30 | 32 | 6   |
| Fort Wayne Komets | 6  | 3 | 3 | 27 | 26 | 6   |

| Western Division    | GP | W | L | GF | GA | Pts |
| ------------------- | -- | - | - | -- | -- | --- |
| St. Paul Saints     | 7  | 6 | 1 | 31 | 15 | 12  |
| Minneapolis Millers | 6  | 3 | 3 | 28 | 22 | 6   |
| Omaha Knights       | 7  | 1 | 6 | 20 | 42 | 2   |

|  | Turner-Cup-Halbfinale | Turner-Cup-Halbfinale | Turner-Cup-Halbfinale |  |  | Turner-Cup-Finale | Turner-Cup-Finale | Turner-Cup-Finale |
|  |                       |                       |                       |  |  |                   |                   |                   |
|  |                       |                       |                       |  |  |                   |                   |                   |
|  | W1                    | St. Paul Saints       |                       |  |  |                   |                   |                   |
|  |                       |                       |                       |  |  |                   |                   |                   |
|  |                       |                       |                       |  |  | W1                | St. Paul Saints   | 4                 |
|  |                       |                       |                       |  |  | E1                | Muskegon Zephyrs  | 1                 |
|  | E1                    | Muskegon Zephyrs      |                       |  |  |                   |                   |                   |
|  |                       |                       |                       |  |  |                   |                   |                   |
|  |                       |                       |                       |  |  |                   |                   |                   |

## Vergebene Trophäen

### Mannschaftstrophäen
| Auszeichnung                                          | Team                |
| ----------------------------------------------------- | ------------------- |
| Turner Cup Gewinner der IHL-Playoffs                  | St. Paul Saints     |
| Fred A. Huber Trophy Bestes Team der regulären Saison | Minneapolis Millers |

### Individuelle Trophäen
| Auszeichnung                                                       | Spieler      | Team                |
| ------------------------------------------------------------------ | ------------ | ------------------- |
| James Gatschene Memorial Trophy MVP der regulären Saison           | Len Thornson | Fort Wayne Komets   |
| Leo P. Lamoureux Memorial Trophy Bester Scorer                     | Ken Yackel   | Minneapolis Millers |
| James Norris Memorial Trophy Torhüter mit den wenigsten Gegentoren | Ray Mikulan  | Minneapolis Millers |